# Centella virgata
Centella virgata är en växtart i släktet centellor och familjen flockblommiga växter.
Arten är en mindre buske som förekommer i Sydafrika. Den beskrevs som Hydrocotyle virgata av Carl von Linné d.y. 1782, och fick sitt nu gällande namn av Oscar Drude 1897.

## Varieteter
Tre varieteter av arten förekommer:
- Centella virgata var. congesta Adamson
- Centella virgata var. gracilescens Domin
- Centella virgata var. virgata